# アンビック
有限会社アンビックは、かつて存在した外国語学校を経営する企業。徳島県徳島市西新町に本社を置いていた。同業のイーオンおよびジオスの前身である。

## 概要
- 本社：〒770-0902 徳島県徳島市西新町
- 設立：1973年（昭和48年）5月
- 社名の由来：ambition+victoryから。

## 沿革
- 1973年（昭和48年）5月

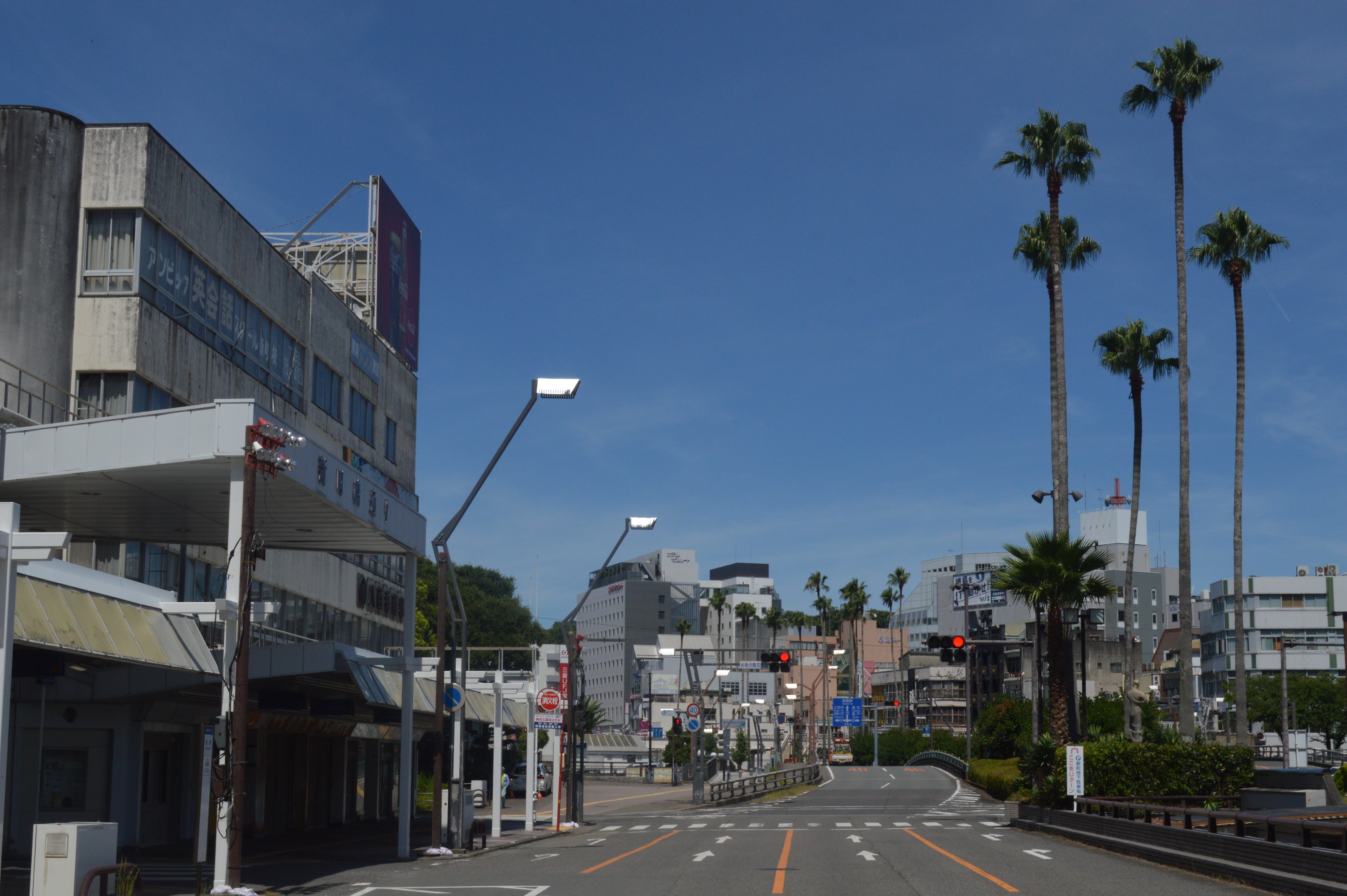
新町橋通り（徳島市、2022年8月）。左手の建物の4階に最初の教室を置いていた。2022年8月現在でも4階の窓に「アンビック」の表記が残っている。なお、アンビックが本社を置く前には四国放送がここに最初の本社を置いていた。

  - 徳島市西新町に会社を設立し英会話教室を開く。
- 1986年（昭和61年）12月18日
  - 株式会社ジオスが独立。
- 1989年（平成元年）
  - 株式会社イーオンに社名変更。
- 2010年（平成22年）4月20日
  - 株式会社ジオスが東京地方裁判所に破産手続き開始の申し立てをし、経営破綻した。

## 関連企業
- イーオン
- ジオス（2010年4月20日付で破産）